# Jaribu Shahid

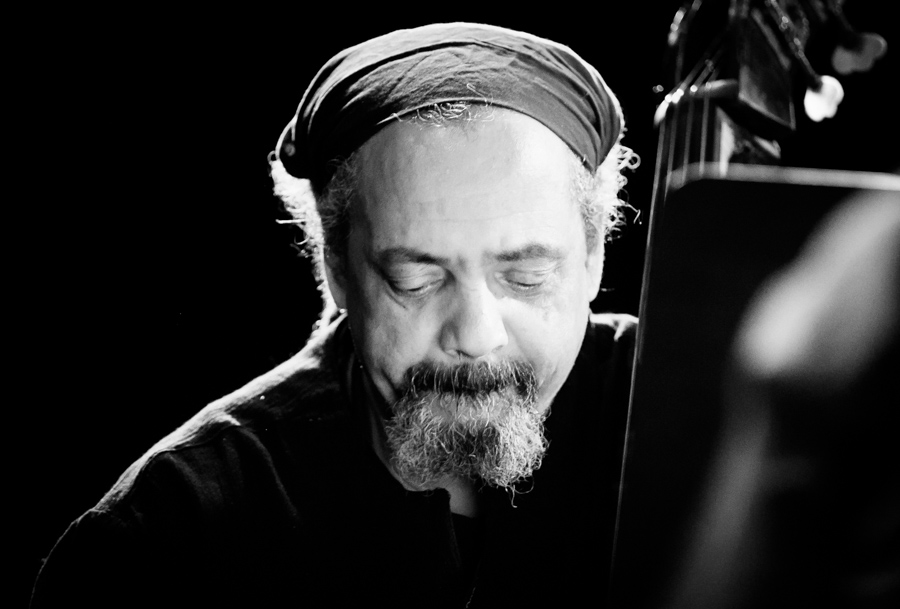
Jaribu Shahid, 2017

Jaribu Shahid (* 11. September 1955 in Detroit als Ben Henderson) ist ein amerikanischer Kontrabassist des Creative Jazz.  Seit 2004 spielt er im Art Ensemble of Chicago.

## Leben und Wirken
Shahid brachte sich selbst Grundzüge des Bassspiels bei und trat zunächst auf dem E-Bass mit eher lokalen Größen unterschiedlicher Genres wie Kenn Cox, Wendell Harrison, Jimmy Wilkins, J. C. Heard oder Martha and the Vandellas auf. In der Band von Kamau Kenyatta wendete er sich dem freien Jazz zu.
Mitte der 1970er Jahre gründete Shahid zusammen mit Faruq Z. Bey die Gruppe Griot Galaxy; nachdem Bey 1984 bei einem Motorradunfall schwer verletzt worden war, leitete Shahid die Gruppe weiter, die bis in die 1990er Jahre hinein in Detroit auftrat. Dort arbeitete er mit Tani Tabbal in einem festen Rhythmusteam. Als Mitglied des Creative Arts Collective begleitete er seit 1977 Gastmusiker wie Anthony Braxton und Muhal Richard Abrams. 1978 trat er mit Sun Ra beim Ann Arbor Jazz & Blues Festival auf. Danach zog er für acht Monate nach Philadelphia, wo er mit dem Kern von Sun Ras Arkestra zusammenlebte und konzertierte.
Nach seiner Rückkehr nach Detroit arbeitete Shahid ab 1979 mit Roscoe Mitchell, zunächst in dessen Sound Ensemble. Seit 1986 gehörte er zu Gruppen von Geri Allen, insbesondere zu deren Trio (bis Anfang der 1990er Jahre); er ist auf ihren Alben Open on All Sides – In the Middle und Twylight zu hören. Ab 1992 war er Mitglied von Mitchells Note Factory, mit der er im August 1994 beim Jazzfestival Saalfelden auftrat. Etwa 1993 holte ihn zudem James Carter in seine Band, mit der zahlreiche Aufnahmen entstanden. 2006 wirkte er mit Mitchell in Evan Parkers Transatlantic Art Ensemble (Boustrophedon) mit. 
Daneben hat Shahid mit Fred Anderson gespielt; mit Milt Jackson tourte er durch Europa (DVD vom Auftritt in München). Nach dem Ableben von Malachi Favors war er an mehreren Tourneen und Alben des Art Ensemble of Chicago beteiligt wie 2018 auf We Are on the Edge: A 50th Anniversary Celebration und The Sixth Decade: From Paris to Paris (2023). Auch gehört er zu Gruppen von David Murray (Live in Berlin – Black Saint Quartet, 2008) und zum Freedom Arts Quartet. Er ist auch auf Alben von Strata Institute, Rod Williams, Craig Taborn, Hugh Ragin, Abdoulaye Ndiaye und Blue Dog vertreten.

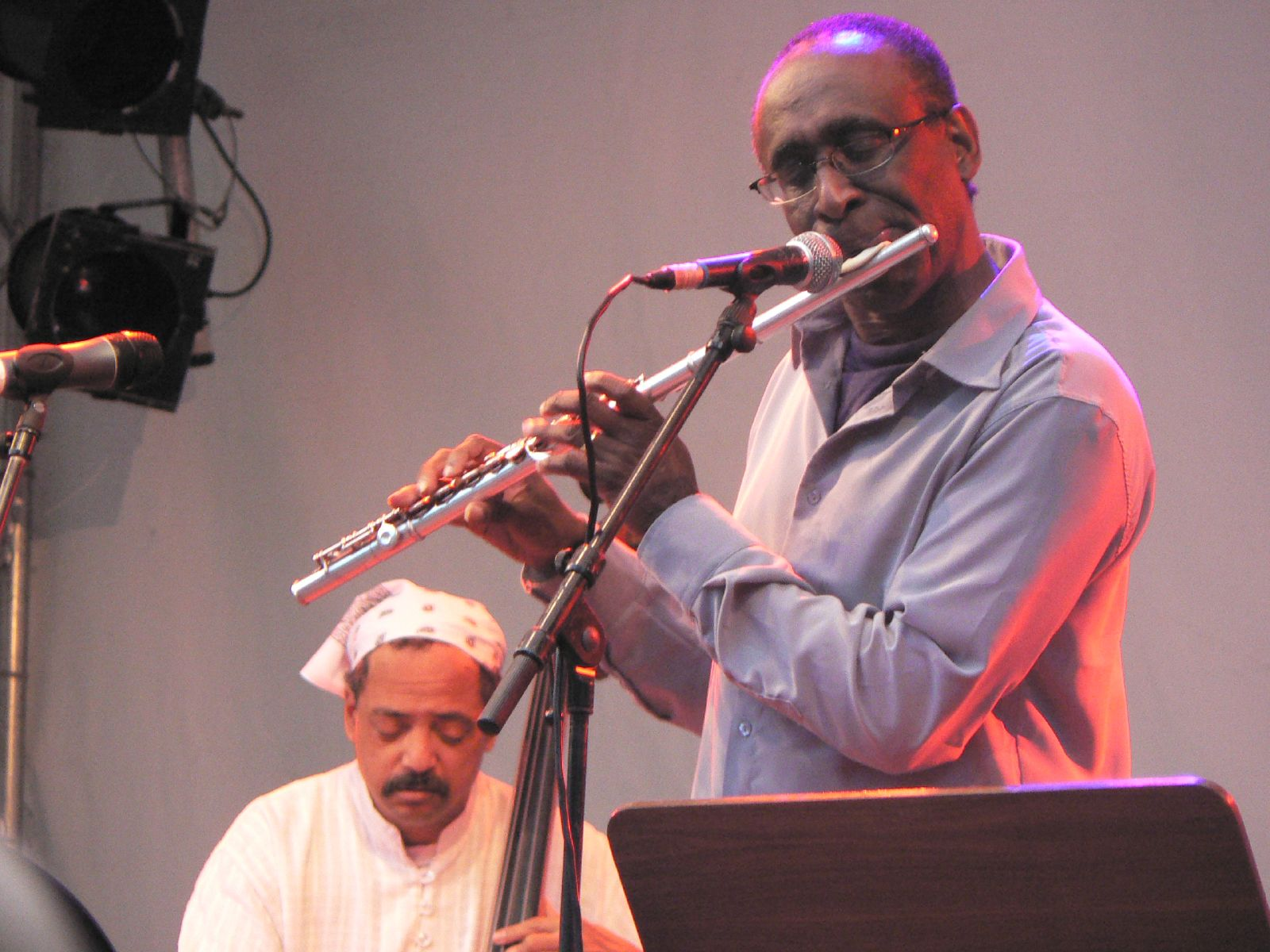
Jaribu Shahid (links) mit Ronald Snijders (2007)